# 中国—阿拉伯国家合作论坛
中国—阿拉伯国家合作论坛（阿拉伯语：الصين ومنتدى التعاون العربي），简称中阿合作论坛，是中华人民共和国和阿拉伯国家联盟为进一步加强友好合作、促进共同发展而举行的定期对话论坛。中阿合作论坛部长级每两年举行一次，会议举办地点由中国或阿拉伯国家联盟总部或任何一个阿拉伯国家轮流举行。

## 与会国家
出席中阿合作论坛的国家有：
- 中國

- 阿尔及利亚
- 巴林
- 埃及
- 伊拉克
- 约旦
- 科威特
- 黎巴嫩
- 利比亞
- 毛里塔尼亚
- 摩洛哥
- 阿曼
- 巴勒斯坦
- 沙烏地阿拉伯
- 苏丹
- 叙利亚
- 突尼西亞
- 阿联酋
- 葉門

## 发展历史
2004年1月30日，时任中共中央总书记兼中国国家主席胡锦涛访问设在埃及开罗的阿拉伯国家联盟总部，访问期间，随同访问的中国外交部长李肇星与阿盟秘书长阿姆鲁·马哈茂德·穆萨共同宣布成立“中国—阿拉伯国家合作论坛”，并发表了《关于成立“中国—阿拉伯国家合作论坛”的公报》。
2004年9月14日，首届中国—阿拉伯国家合作论坛部长级会议在开罗阿拉伯国家联盟总部召开，双方签署了《中国—阿拉伯国家合作论坛宣言》和《中国—阿拉伯国家合作论坛行动计划》等文件。

## 历次峰会
2020年7月6日，中阿合作论坛第九届部长级会议一致同意召开中国－阿拉伯国家峰会。首届中国－阿拉伯国家峰会于2022年12月在沙特阿拉伯利雅得举行。
| 次数 | 日期          | 中国代表                       | 地点               |
| ---- | ------------- | ------------------------------ | ------------------ |
| 1    | 2022年12月9日 | 中共中央总书记、国家主席习近平 | 沙烏地阿拉伯利雅得 |
| 2    | —             | —                              | —                  |

## 历次部长级会议
| 次数 | 日期                 | 中国代表                       | 地点             |
| ---- | -------------------- | ------------------------------ | ---------------- |
| 1    | 2004年9月14日        | 外交部长李肇星                 | 埃及开罗         |
| 2    | 2006年5月31日—6月1日 | 外交部长李肇星                 | 中国北京         |
| 3    | 2008年5月21日—22日   | 外交部长杨洁篪                 | 巴林麦纳麦       |
| 4    | 2010年5月13日—14日   | 外交部长杨洁篪                 | 中国天津         |
| 5    | 2012年5月31日        | 外交部长杨洁篪                 | 突尼西亞哈马迈特 |
| 6    | 2014年6月5日         | 中共中央总书记、国家主席习近平 | 中国北京         |
| 7    | 2016年5月12日        | 外交部长王毅                   | 多哈             |
| 8    | 2018年7月10日        | 中共中央总书记、国家主席习近平 | 中国北京         |
| 9    | 2020年7月6日         | 国务委员兼外交部长王毅         | 视频方式         |
| 10   | 2024年5月30日        | 中共中央总书记、国家主席习近平 | 中国北京         |